# Distretto di Kuran wa Munjan
Il distretto di Kuran wa Munjan è un distretto dell'Afghanistan appartenente alla provincia di Badakhshan. Viene stimata una popolazione di 4 879 abitanti (stima 2016-17).